# Liste der Baudenkmäler in Garath
Die Liste der Baudenkmäler in Garath enthält die denkmalgeschützten Bauwerke auf dem Gebiet von Düsseldorf-Garath, Stadtbezirk 10, in Nordrhein-Westfalen. Diese Baudenkmäler sind in der Denkmalliste der Stadt Düsseldorf eingetragen; Grundlage für die Aufnahme ist das Denkmalschutzgesetz Nordrhein-Westfalen (DSchG NRW).

## Baudenkmäler
| Bild           | Bezeichnung                                     | Lage                               | Beschreibung                                                     | Bauzeit             | Eingetragen seit   | Denkmal- nummer |
| -------------- | ----------------------------------------------- | ---------------------------------- | ---------------------------------------------------------------- | ------------------- | ------------------ | --------------- |
| weitere Bilder | Garather Motte                                  | An der Garather Motte o. Nr. Karte |                                                                  | mittelalterlich     | 17. Dezember 1984  | A 820           |
| weitere Bilder | Wohngebäude                                     | Frankfurter Straße 324–326 Karte   | Wohn- und Siedlungsbau des Übergangsstils, Architekt: Max Wöhler | 1912–1913           | 16. Dezember 2013  | A 1632          |
| weitere Bilder | Schloss Garath mit Park                         | Garather Schloßallee 19, 21 Karte  |                                                                  | 17. Jh., 1898, 1912 | 14. Juli 1983      | A 391           |
| weitere Bilder | Gutshof Garather Schlossallee 22                | Garather Schloßallee 22 Karte      |                                                                  | 1890–1891, 1908     | 2. Dezember 1997   | A 1428          |
| weitere Bilder | Private Kapelle                                 | Garather Schloßallee o. Nr. Karte  |                                                                  | 1917                | 1. März 1994       | A 1282          |
| weitere Bilder | St.-Matthäus-Kirche und Altenheim St. Hildegard | Ricarda-Huch-Straße 2, 6, 8 Karte  |                                                                  | 1962–1972           | 8. Oktober 1999    | A 1469          |
| weitere Bilder | Schwarze Kapelle                                | Schwarzer Weg o. Nr. Karte         |                                                                  | ca. 1677            | 30. September 2004 | A 1532          |